# Lóczy Lajos-emlékérem
A Lóczy Lajos-emlékérem a Magyar Földrajzi Társaság által, megalakulásának 50. évfordulója alkalmából alapított elismerés, amely egyik leghíresebb elnökének, Lóczy Lajosnak állít emléket.

## Díjazás
A díjat a közgyűlés által felállított bizottság ítéli oda. A bizottság a beérkezett szóbeli vagy írásbeli ajánlások alapján alkotja meg javaslatát, melyet a közgyűlés választmánya fogad el. Az érmet évente felváltva magyar, illetve külföldi tudós kaphatja meg.

## Leírása
Az emlékérem bronzból készül, átmérője 92 mm. Előoldalán Lóczy Lajos portréja, alatta az IN MEMORIAM LUDOVICI LÓCZY 1849-1920 felirat olvasható. Az érem hátoldalán a Magyar Földrajzi Társaság jelvények, körülötte a felirat: SOCIETAS GEOGRAPHICA HUNGARICA és a társaság alapításának éve: 1872. Alul az érem adományozásának éve és annak a tudósnak a neve van fölvésve, akinek a kitüntetést a Társaság adományozta.

## Díjazottak
- 1965 – Mendöl Tibor
- 1971 – Pécsi Márton
- 1982 – Bernát Tivadar, Marosi Sándor, Rónai András
- 1984 – Becsei József, Balázs Dénes
- 1985 – Somogyi Sándor, Jakucs László, Székely András, Borsy Zoltán
- 1987 – Pinczés Zoltán
- 1995 – Schweitzer Ferenc
- 1997 – Tóth József, Frisnyák Sándor
- 1998 – Jürgen Hagedorn
- 1999 – Mezősi Gábor
- 2000 – An Zhisheng
- 2001 – Lovász György
- 2002 – Berényi István
- 2003 – Mihail A. Pevzner
- 2004 – Szabó József
- 2005 – Liu Tungsheng
- 2006 – Hevesi Attila
- 2007 – Karl Ruppert
- 2008 – Gábris Gyula
- 2009 – Keveiné Bárány Ilona
- 2010 – Benedek József
- 2011 – Lóki József
- 2012 – Claudio Minca
- 2013 – Bora Gyula
- 2014 – Erdősi Ferenc
- 2015 – Peter Meusburger
- 2016 – Probáld Ferenc
- 2017 – Kerényi Attila
- 2018 – Beluszky Pál
- 2019 – Hajdú Zoltán
- 2020 – Aubert Antal
- 2021 – Dövényi Zoltán
- 2022 – Papp-Váry Árpád